# حسن حسن‌دوست
حسن حسن‌دوست سلمانی‌نژاد (زادهٔ ۱۳ مرداد ۱۳۳۶ در تهران) تدوین‌گر سینما و تلویزیون ایرانی است. تدوین را در سینما با فیلم شهر موش‌ها آغاز کرد. او بیش از پنج بار نامزد دریافت سیمرغ بلورین از جشنوارهٔ فجر شد که دو بار یکی در ۱۳۶۸ برای تدوین هامون بار دیگر در ۱۳۷۵ برای تدوین بچه‌های آسمان برنده این جایزه شد. تدوین رنگ خدا جایزهٔ جشن خانه سینما را برای او به ارمغان آورد.

## زندگی
حسندوست در تهران به دنیا آمد. پس از دریافت دیپلم ریاضی در سال ۱۳۵۵ به مدرسهٔ عالی تلویزیون و سینما رفت و در رشته تدوین دانش آموخت. سه سال بعد به استخدام صدا و سیما درآمد و به عنوان کارمند واحد تدوین شبکهٔ اول مشغول به کار شد؛ و در سال ۱۳۸۲ از این سازمان بازنشسته شد. فعالیت در سینما را از ۱۳۶۴ در سمت دستیار کارگردان و تدوین‌گر در فیلم شهر موش‌ها آغاز کرد. از ۱۳۴۸ تا ۱۳۵۴ در کانون پرورش فکری کودکان و نوجوانان فعالیت می‌کرد و در این مدت دو فیلم کوتاه هشت میلیمتری به‌نام‌های سیلی و نبرد ساخت. فیلم نبرد در سال ۱۳۵۸ برندهٔ جایزهٔ اول در بخش آماتوری شد.

## فیلم‌شناسی
- پرویز خان (۱۴۰۲)
- خورشید (۱۳۹۸)
- ماهی و برکه (۱۳۹۷)
- زهرمار (۱۳۹۷)
- پایان رویاها (۱۳۹۵)[۶]
- آن سوی ابرها (۱۳۹۵)
- فراری (۱۳۹۴)
- تابو (۱۳۹۳)
- جامه‌دران (۱۳۹۳)
- اشباح (۱۳۹۲)
- برف (۱۳۹۲)
- دامنه‌های سفید (۱۳۹۱)
- خرس (۱۳۹۰)
- یک سطر واقعیت (۱۳۹۰)
- آقا یوسف (۱۳۸۹)
- باد و مه (۱۳۸۹)
- آسمان محبوب (۱۳۸۸)
- کیفر (۱۳۸۸)
- یه حبه قند (۱۳۸۸)
- شکارچی
- پستچی سه بار در نمی‌زند (۱۳۸۷)
- کارناوال مرگ (۱۳۸۷)
- آواز گنجشک‌ها (۱۳۸۶)
- دیوار (۱۳۸۶)
- پسران آجری (۱۳۸۵)
- خدا نزدیک است (۱۳۸۵)
- جایی در دوردست (۱۳۸۴)
- زمستان است (۱۳۸۴)
- سفر به هیدالو (۱۳۸۴)
- بید مجنون (۱۳۸۳)
- معادله (۱۳۸۲)
- بهشت جای دیگری است (۱۳۸۱)
- رسم عاشق‌کشی (۱۳۸۱)
- عشق فیلم (۱۳۸۱)
- قطار کودکی (۱۳۸۱)
- پرنده باز کوچک (۱۳۸۰)
- دهقان فداکار (۱۳۸۰)
- رخساره (۱۳۸۰)
- سیندرلا (۱۳۸۰)
- باران (۱۳۷۹)
- تو آزادی (۱۳۷۹)
- میکس (۱۳۷۸)
- نسل سوخته (۱۳۷۸)
- نیمه گمشده (۱۳۷۸)
- پسر مریم (۱۳۷۷)
- تولد یک پروانه (۱۳۷۶)
- جهان پهلوان تختی (۱۳۷۶)
- رنگ خدا (۱۳۷۶)
- بچه‌های آسمان (۱۳۷۵)
- فصل پنجم (۱۳۷۵)
- کیسه برنج (۱۳۷۵)
- پدر (۱۳۷۴)
- غزال (۱۳۷۴)
- پری (۱۳۷۳)
- راه افتخار (۱۳۷۳)
- بندر مه‌آلود (۱۳۷۱)
- تیک تاک (۱۳۷۱)
- چکمه (۱۳۷۱)
- سارا (۱۳۷۱)
- مجسمه (۱۳۷۱)
- بانو (۱۳۷۰)
- جیب‌برها به بهشت نمی‌روند (۱۳۷۰)
- دره شاپرک‌ها (۱۳۷۰)
- مسافران دره انار (۱۳۷۰)
- سفر جادویی (۱۳۶۹)
- گالان (۱۳۶۹)
- دخترم سحر (۱۳۶۸)
- مادر (۱۳۶۸)
- هامون (۱۳۶۸)
- برهوت (۱۳۶۷)
- سفر عشق (۱۳۶۷)
- شیرک (۱۳۶۶)
- اجاره نشین‌ها (۱۳۶۵)
- شهر موش‌ها (۱۳۶۴)

## تلویزیون
- نفس (مجموعه تلویزیونی)[۷]
- زیرخاکی (مجموعه تلویزیونی)[۸]

## کتاب
- کتاب «تدوینگر از نگاه تدوینگر»[۹]